# Le Lindois
Le Lindois é uma comuna francesa na região administrativa da Nova Aquitânia, no departamento de Charente. Estende-se por uma área de 17,95 km². Em 2010 a comuna tinha 347 habitantes (densidade: 19,3 hab./km²).